# Budapest Grand Prix 2012 - Qualificazioni singolare
Le qualificazioni del singolare  del Budapest Grand Prix 2012 sono state un torneo di tennis preliminare per accedere alla fase finale della manifestazione. I vincitori dell'ultimo turno sono entrati di diritto nel tabellone principale. In caso di ritiro di uno o più giocatori aventi diritto a questi sono subentrati i lucky loser, ossia i giocatori che hanno perso nell'ultimo turno ma che avevano una classifica più alta rispetto agli altri partecipanti che avevano comunque perso nel turno finale.

## Teste di serie
1. Bojana Jovanovski (primo turno)
2. Eva Birnerová (ultimo turno)
3. Akgul Amanmuradova (qualificata)
4. Stefanie Vögele (primo turno)

1. Melinda Czink (qualificata)
2. Mihaela Buzărnescu (primo turno)
3. Réka-Luca Jani (primo turno)
4. Dia Evtimova (primo turno)

## Qualificate
1. Melinda Czink
2. Mervana Jugić-Salkić

1. Akgul Amanmuradova
2. Jasmina Tinjić

## Tabellone qualificazioni

### Sezione 1
|  | Primo turno | Primo turno         | Primo turno | Primo turno | Primo turno |  |  | Ultimo turno | Ultimo turno  | Ultimo turno  | Ultimo turno | Ultimo turno |  |
|  |             |                     |             |             |             |  |  |              |               |               |              |              |  |
|  | 1           | Bojana Jovanovski   | 2           | 6           | 4           |  |  |              |               |               |              |              |  |
|  |             | Romana Tabak        | 6           | 2           | 6           |  |  |              | Romana Tabak  | Romana Tabak  | 2            | 2            |  |
|  |             | Kristina Mladenovic | 6           | 3           | 4           |  |  | 5            | Melinda Czink | Melinda Czink | 6            | 6            |  |
|  | 5           | Melinda Czink       | 4           | 6           | 6           |  |  |              |               |               |              |              |  |

### Sezione 2
|  | Primo turno | Primo turno          | Primo turno          | Primo turno | Primo turno |  |  | Ultimo turno | Ultimo turno         | Ultimo turno         | Ultimo turno | Ultimo turno |  |
|  |             |                      |                      |             |             |  |  |              |                      |                      |              |              |  |
|  | 2           | Eva Birnerová        | Eva Birnerová        | 6           | 6           |  |  |              |                      |                      |              |              |  |
|  | WC          | Kriszina Kapitány    | Kriszina Kapitány    | 1           | 3           |  |  | 2            | Eva Birnerová        | Eva Birnerová        | 63           | 2            |  |
|  |             | Mervana Jugić-Salkić | Mervana Jugić-Salkić | 6           | 6           |  |  |              | Mervana Jugić-Salkić | Mervana Jugić-Salkić | 7            | 6            |  |
|  | 8           | Dia Evtimova         | Dia Evtimova         | 2           | 3           |  |  |              |                      |                      |              |              |  |

### Sezione 3
|  | Primo turno | Primo turno          | Primo turno          | Primo turno | Primo turno |  |  | Ultimo turno | Ultimo turno       | Ultimo turno | Ultimo turno | Ultimo turno |  |
|  |             |                      |                      |             |             |  |  |              |                    |              |              |              |  |
|  | 3           | Akgul Amanmuradova   | Akgul Amanmuradova   | 6           | 6           |  |  |              |                    |              |              |              |  |
|  | WC          | Vaszilisza Bulgakova | Vaszilisza Bulgakova | 2           | 2           |  |  | 3            | Akgul Amanmuradova | 6            | 1            | 7            |  |
|  |             | Katalin Marosi       | 6                    | 63          | 6           |  |  |              | Katalin Marosi     | 1            | 6            | 64           |  |
|  | 7           | Réka-Luca Jani       | 2                    | 7           | 2           |  |  |              |                    |              |              |              |  |

### Sezione 4
|  | Primo turno | Primo turno        | Primo turno        | Primo turno | Primo turno |  |  | Ultimo turno   | Ultimo turno   | Ultimo turno   | Ultimo turno | Ultimo turno |  |
|  |             |                    |                    |             |             |  |  |                |                |                |              |              |  |
|  | 4           | Stefanie Vögele    | Stefanie Vögele    | 64          | 65          |  |  |                |                |                |              |              |  |
|  |             | Rika Fujiwara      | Rika Fujiwara      | 7           | 7           |  |  | Rika Fujiwara  | Rika Fujiwara  | Rika Fujiwara  | 3            | 3            |  |
|  |             | Jasmina Tinjić     | Jasmina Tinjić     | 6           | 6           |  |  | Jasmina Tinjić | Jasmina Tinjić | Jasmina Tinjić | 6            | 6            |  |
|  | 6           | Mihaela Buzărnescu | Mihaela Buzărnescu | 4           | 1           |  |  |                |                |                |              |              |  |